# Lucrécia Jardim
Lucrécia Jardim (née le 28 janvier 1971) est une athlète portugaise, spécialiste du sprint. 

## Biographie

### Palmarès
| Date | Compétition                   | Lieu      | Résultat | Épreuve   | Performance   |
| ---- | ----------------------------- | --------- | -------- | --------- | ------------- |
| 1990 | Championnats du monde juniors | Plovdiv   | 3e       | 100 m     | 11 s 52       |
| 1990 | Championnats du monde juniors | Plovdiv   | 3e       | 200 m     | 23 s 26       |
| 1992 | Jeux olympiques               | Barcelone | 8e       | 4 × 400 m | 3 min 36 s 85 |
| 1994 | Championnats d'Europe         | Helsinki  | 7e       | 200 m     | 23 s 28       |

### Records
| Épreuve    | Performance | Lieu    | Date            |
| ---------- | ----------- | ------- | --------------- |
| 100 mètres | 11 s 30     | Athènes | 2 août 1997     |
| 200 mètres | 22 s 88     | Atlanta | 31 juillet 1996 |